# Râle de Lafresnaye
Cabalus lafresnayanus
Espèce
Statut de conservation UICN

 CR D : 
En danger critique
Le Râle de Lafresnaye (Cabalus lafresnayanus), aussi appelé Râle Néo-Calédonien, était un oiseau vivant en Nouvelle-Calédonie. Il est seulement connu par dix-sept spécimens récoltés entre 1860 et 1890. On suppose qu'il vivait dans les forêts et qu'il s'est réfugié plus haut, en altitude, pour échapper aux prédateurs introduits sur l'île. Il se nourrissait d'invertébrés, notamment des vers de terre.
Son existence n'a pas été confirmée depuis les années 1890, bien que des observations non confirmées ont été annoncées dans les années 1960 et en 1984 dans les forêts de haute montagne. Une recherche en 1998 n'a pu démontrer son existence.
Cet oiseau avait un parasite, le pou Rallicola piageti qui lui était exclusif et que l'on estime avoir disparu avec lui (Mey 1990).
Son nom commémore l'ornithologue français Frédéric de Lafresnaye (1783-1861).

## Galerie

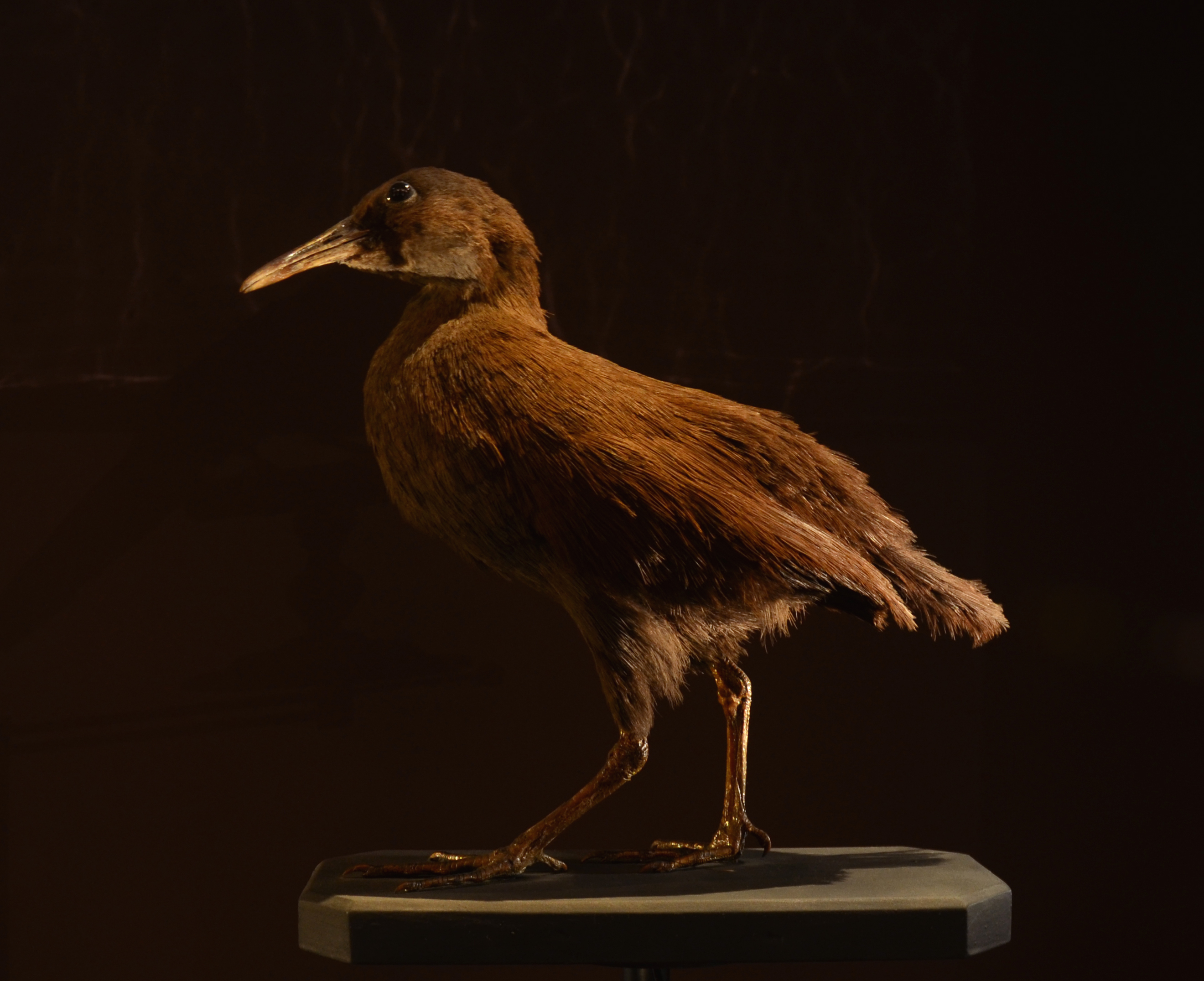
Spécimen naturalisé du musée d'histoire naturelle de Londres.